# Прогресс М-29
Прогресс М-29 — транспортный грузовой космический корабль (ТГК) серии «Прогресс», запущен к орбитальной станции «Мир» (ОС). Серийный номер 229.

## Цель полёта
Доставка на ОС более 2300 килограммов различных грузов, в числе которых топливо, питьевая вода, одежда, баки для системы удаления отходов жизнедеятельности.

## Хроника полёта
- 08.10.1995, в 18:50:40 UTC — запуск с космодрома Байконур;
- 10.10.1995, в 20:32:39 UTC — осуществлена стыковка с ОС «Мир» к стыковочному узлу на агрегатном отсеке служебного модуля «Квант». Процесс сближения и стыковки проводился в автоматическом режиме;
- 19.12.1995, в 09:15:05 UTC — осуществлена расстыковка от ОС «Мир»;
- 19.12.1995, в 14:30 UTC — окончание существования ТГК.

## Перечень грузов
Суммарная масса всех доставляемых грузов: 2382,4 кг.